# Leperina conspicua
Leperina conspicua là một loài bọ cánh cứng trong họ Trogossitidae. Loài này được Olliff miêu tả khoa học năm 1886.